# Ksaverivka, Vinnîțea
Ksaverivka (în ucraineană Ксаверівка) este localitatea de reședință a comunei Ksaverivka din raionul Vinnîțea, regiunea Vinnița, Ucraina.

## Demografie
Componența lingvistică a localității Ksaverivka
     Ucraineană (99,53%)
     Alte limbi (0,47%)
Conform recensământului din 2001, majoritatea populației localității Ksaverivka era vorbitoare de ucraineană (99,53%), existând în minoritate și vorbitori de alte limbi.